# Comuna de Radzyń Chełmiński
Radzyń Chełmiński (polaco: Gmina Radzyń Chełmiński) é uma gminy (comuna) na Polónia, na voivodia de Cujávia-Pomerânia e no condado de Grudziądzki. A sede do condado é a cidade de Radzyń Chełmiński.
De acordo com os censos de 2005, a comuna tem 5060 habitantes, com uma densidade 55,8 hab/km².

## Área
Estende-se por uma área de 90,7 km², incluindo:
- área agricola: 89%
- área florestal: 1%

## Demografia
Dados de 30 de Junho 2004:
|                      | Total   | Total | Mulheres | Mulheres | Homens  | Homens |
| -------------------- | ------- | ----- | -------- | -------- | ------- | ------ |
|                      | pessoas | %     | pessoas  | %        | pessoas | %      |
| População            | 4947    | 100   | 2489     | 50,3     | 2458    | 49,7   |
| Densidade (pop./km²) | 54,5    | 100   | 27,4     | 27,4     | 27,1    | 27,1   |

De acordo com dados de 2005, o rendimento médio per capita ascendia a 2084,06 zł.

## Subdivisões
- Czeczewo, Dębieniec, Gawłowice, Gołębiewo, Kneblowo, Mazanki, Nowy Dwór, Radzyń-Wieś, Radzyń-Wybudowanie, Rywałd, Stara Ruda, Szumiłowo, Zakrzewo, Zielnowo.

## Comunas vizinhas
- Grudziądz, Gruta, Książki, Płużnica, Świecie nad Osą, Wąbrzeźno